# Gita Sen
Gita Sen  (* 30. Oktober 1948) ist eine indische Frauenrechtlerin. Als Wissenschaftlerin arbeitet sie an der Schnittstelle von Umwelt-, Entwicklungs-, Sozial- und Genderwissenschaften.

## Leben
Sen promovierte an der Stanford University in Wirtschaftswissenschaften. Sie ist außerordentliche Professorin für globale Gesundheit und Bevölkerung an der Harvard University und war Professorin für Public Policy am Indian Institute of Management in Bangalore.

## Wirken
Sen leistete einen wichtigen Beitrag für das Verständnis dafür, wie die Beziehung zwischen Umwelt und Entwicklung durch soziale Strukturen und insbesondere durch die sich verändernde Rolle von Frauen in ihnen bestimmt wird. Sie arbeitete sowohl national als auch international in den Bereichen Bevölkerungspolitik, reproduktive und sexuelle Gesundheit, Gleichstellung und Frauenrechte sowie in Fragen der Armut, der menschlichen Entwicklung und der Arbeitsmärkte.
Die Motivation für ihr Wirken beschrieb sie einmal wie folgt: „Es treibt mich wohl an, das Leben einer Frau zu leben. Ich war mir der fehlenden Gleichstellung der Geschlechter schon als Mädchen bewusst, als es viel um die Kontrolle davon ging, was Mädchen sein und tun sollten. Als ich später die Funktionsweise der Strukturen von Macht und Ungleichheit in ganzen Gesellschaften und Volkswirtschaften erkennen konnte, gab es kein Zurück mehr.“
Sen wurde wiederholt mit internationalen Preisen ausgezeichnet. So erhielt sie im Jahr 1994 den Volvo Environment Prize und 2020 den Dan David Prize.

## Veröffentlichungen (Auswahl)
- Gender Equity in Health: the Shifting Frontiers of Evidence and Action (Routledge, 2010).
- Women’s Empowerment and Demographic Processes – Moving Beyond Cairo (Oxford University Press/IUSSP, 2000).
- Population Policies Reconsidered: Health, Empowerment and Rights (Harvard University Press, 1994).